# Колинс (Мисисипи)
Колинс (енгл. Collins) град је у америчкој савезној држави Мисисипи.

## Демографија
По попису из 2010. године број становника је 2.586, што је 97 (-3,6%) становника мање него 2000. године.
| Група             | 2000.         | 2010.         |
| Белци             | 1.238 (46,1%) | 1.130 (43,7%) |
| Афроамериканци    | 1.407 (52,4%) | 1.321 (51,1%) |
| Азијати           | 2 (0,1%)      | 8 (0,3%)      |
| Хиспаноамериканци | 43 (1,6%)     | 109 (4,2%)    |
| Укупно            | 2.683         | 2.586         |